# Tache sombre australe de 2015

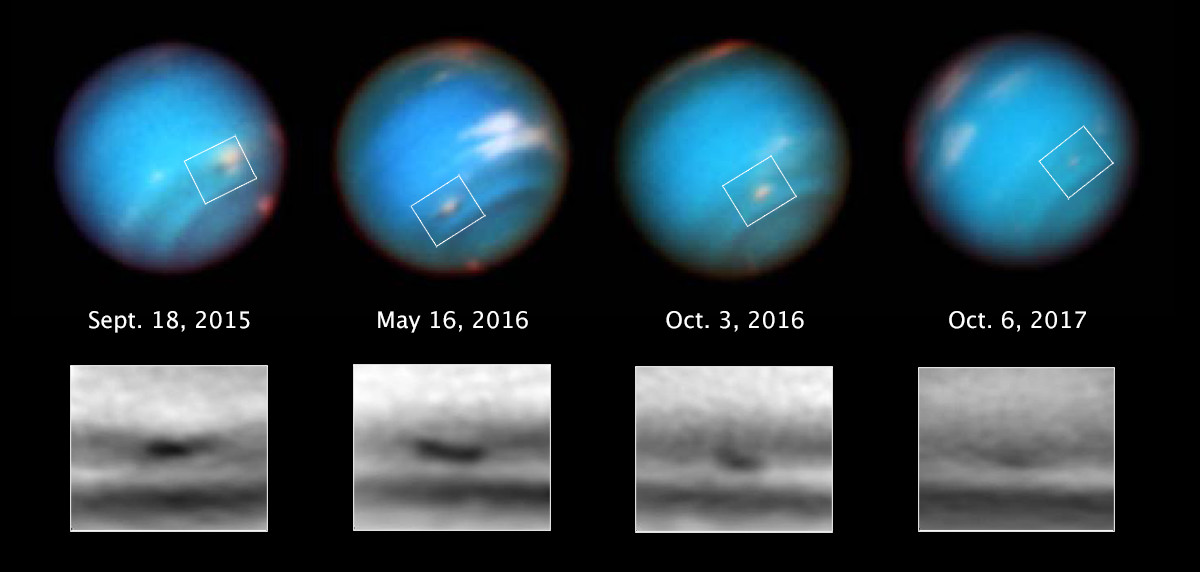
Évolution de la tache.

La tache sombre australe de 2015, en abrégé SDS-2015 (pour l'anglais Southern Dark Spot discovered in 2015), est une tache sombre de l'atmosphère de Neptune. Détectée pour la première fois en septembre 2015, son existence est confirmée en mai 2016.

## Découverte
La tache a tout d'abord été imagée par la caméra à grand champ 3 (WFC3) / UVIS du télescope spatial Hubble le 18 septembre 2015 dans le cadre du programme OPAL. Son centre était alors situé à une latitude planétographique de 45 degrés sud.

## Confirmation
Le 17 mai 2016, l'Union astronomique internationale annonce la confirmation, par M. H. Wong, de l'Université de Californie à Berkeley, P. M. Fry, de l'Université du Wisconsin, et A. A. Simon, du Centre de vol spatial Goddard de la NASA, de l'existence de la tache dans le CBET 4278. La tache avait été de nouveau détectée à des longueurs d'onde inférieures à 600 nanomètres sur des images prises par Hubble avec les mêmes instruments le 16 mai 2016. La tache se trouvait alors à une latitude de 46 degrés sud et une longitude d'environ 138 degrés ouest à la date « 2016 May 16.178 UT » (c'est-à-dire le 16 mai 2016 à 4 h 16 temps universel). La tache a une largeur d'au moins 14 degrés de longitude. Les longueurs d'onde plus grandes révèlent la présence continue de nuages compagnons brillants associés à SDS-2015, ce qui renforce l'interprétation qu'il s'agit d'un tourbillon anticyclonique. L'équipe d'observation de Hubble comprend également I. de Pater, J. Tollefson, K. de Kleer, H. Hammel, S. Cook, R. Hueso, A. Sanchez-Lavega, M. Delcroix, L. Sromovsky, G. Orton et C. Baranec.